# Cupavon
Dans l'Énéide de Virgile, Cupavon est le fils de Cycnos et son successeur au trône de la Ligurie.
C'est l'un des rares alliés d'Énée dans la guerre contre les Latins et les Rutules.